# Vuur (album)
Vuur is het derde studioalbum van Stef Bos.
Het album kwam uit in 1994. Het album kwam op 5 februari van dat jaar de Album Top 100 binnen. Het stond 13 weken in deze lijst, de hoogst behaalde positie was plaats 39. Het album werd genomineerd voor een Edison maar won deze niet.

## Achtergrond
Ten tijde van de opnames dompelde Stef Bos zich onder in andere culturen, voornamelijk om te weten waar hij zelf vandaan kwam. Inspiratie voor dit album vond hij bij de Griots (zingende verhalen-vertellers die de cultuur en de geschiedenis levend houden) in West-Afrika en in Zuid-Afrika (een mengeling van  traditionele muziek met geïmporteerde godsdiensten). De nummers De Hemel en Pepermunt werden voor het NCRV radio-project Baas boven Bos geschreven.

## Nummers
| Nr. | Titel               | Schrijver(s)                                  | Duur |
| --- | ------------------- | --------------------------------------------- | ---- |
| 1.  | Gisteren            | Stef Bos                                      | 1:07 |
| 2.  | Arme schapen        | Françis Wildemeersch, Stef Bos, Rob Chrispijn | 4:40 |
| 3.  | Pepermunt           | Stef Bos                                      | 2:48 |
| 4.  | Morgen              | Stef Bos                                      | 4:57 |
| 5.  | Slaap zacht         | Stef Bos                                      | 3:36 |
| 6.  | We komen en we gaan | Marcel De Boeck, Stef Bos                     | 2:49 |
| 7.  | Vuur                | Stef Bos                                      | 4:54 |
| 8.  | De beste            | Stef Bos                                      | 3:15 |
| 9.  | Awuwa               | Didi Kriel, Stef Bos, Johannes Kerkorrel      | 4:49 |
| 10. | Mamira Fenna        | Stef Bos                                      | 4:19 |
| 11. | De hemel            | Stef Bos                                      | 3:31 |
| 12. | Hilton Barcelona    | Marcel De Boeck, Stef Bos                     | 4:10 |
| 13. | Overmorgen          | Stef Bos                                      | 1:05 |
| 14. | De partij           | Stef Bos                                      | 4:39 |

## Meewerkende muzikanten
- Slagwerk – Walter Metz en Eric Rits
- Basgitaar – Evert Verhees en Flor van Leugenhaeghe
- Piano en synthesizers – Marcel De Boeck
- Gitaren en synthesizers – Francis Wildemeersch en Marc Cortens
- Productie - Stef Bos